# Blelham Beck
Der Blelham Beck ist ein Wasserlauf im Lake District, Cumbria, England.
Der Blelham Beck entsteht als Abfluss des Blelham Tarn an dessen Westseite und fließt in nordwestlicher Richtung bis zu seiner Mündung in das Windermere.